# Brian Brown
Brian Brown (Brooklyn, 19 febbraio 1979) è un ex cestista statunitense, professionista in Europa.

## Palmarès
- Campione di Svizzera (2010)